# そして、ひと粒のひかり
そして、ひと粒のひかり（そして、ひとつぶのひかり、英: Maria Full of Grace)は2004年に制作されたアメリカ・コロンビア合作映画。生活のために麻薬の運び屋になる17歳のコロンビア人少女を描き、衝撃を与えた。2004年のサンダンス映画祭観客賞を受賞。
主演のカタリーナ・サンディノ・モレノは800人以上の中からオーディションを勝ち抜き、コロンビア人として初めてアカデミー賞にノミネートされ、ベルリン国際映画祭女優賞、インディペンデント・スピリット賞などを受賞。監督のジョシュア・マーストンもベルリン国際映画祭などで賞を受賞、高い評価を得た。

## ストーリー
コロンビアの17歳の少女マリアは貧しい家族を支えるため、農場で単調な仕事をしていた。しかしある日マリアは、自分が大して好きでもないボーイフレンドの子供を妊娠していることに気づく。さらに、些細なトラブルが元で仕事を辞めざるを得なくなってしまう。仕事を求めてボゴタに向かう途中、マリアは "mule" （ミュール）という仕事をしないかと誘われる。それは麻薬の袋を飲み込み、密輸するという危険な仕事だった。

## キャスト
- マリア：カタリーナ・サンディノ・モレノ
- ルーシー：ギリエド・ロペス
- ブランカ：イェニー・パオラ・ベガ
- フランクリン：ジョン・アレックス・トロ
- カルラ：パトリシア・ラエ
- ドン・フェルナンド：オーランド・トーボン
- ハビエル：ジェイム・オゾリオ・ゴメス
- ホアン：ウィルソン・グエレロ

## 賞歴

### 受賞
- 2004年
  - ベルリン国際映画祭 銀熊賞／アルフレッド・バウアー賞
  - カルタヘナ国際映画祭 主演女優賞／審査員特別賞
  - ゴッサム賞 ブレイクスルー女優賞／ブレイクスルー監督賞
  - ドーヴィルアメリカ映画祭 国際批評家賞／観客賞
  - シアトル国際映画祭 主演女優賞
  - サンダンス映画祭 観客賞
  - サンパウロ国際映画祭 国際審査員賞
  - ニューポート国際映画祭 審査員賞
  - シカゴ映画批評家協会賞 CFCA賞
  - ロサンゼルス映画批評家協会 新人監督賞／新人女優賞
  - ニューヨーク映画批評家協会 第一回作品賞
  - サンフランシスコ映画批評家協会賞 外国語映画賞
  - シアトル映画批評家協会賞 外国語映画賞
  - トロント映画批評家協会賞 外国語映画賞
  - ワシントン映画批評家協会賞 外国語映画賞
- 2005年
  - インディペンデント・スピリット賞 主演女優賞／第一回脚本賞
  - アルゼンチン映画批評家協会賞 シルバーコンドル賞（外国語映画部門）
  - オンライン映画批評家協会賞 ブレイクスルー女優賞

### ノミネート
- 2004年
  - ベルリン国際映画祭 金熊賞
  - ヨーロッパ映画賞 外国語映画賞
  - サンダンス映画祭 審査員賞
- 2005年
  - アカデミー賞 主演女優賞
  - 放送映画批評家協会賞 主演女優賞／外国語映画賞
  - エドガー・アラン・ポー賞 エドガー賞（脚本部門）
  - インディペンデント・スピリット賞 監督賞／助演女優賞
  - オンライン映画批評家協会賞 ブレイクスルー監督賞／外国語映画賞
  - 全米映画俳優組合賞 主演女優賞
- 2006年
  - ロンドン映画批評家協会賞 年間女優賞